# Parakou
Parakou is een gemeente en stad in het centrum van Benin en de hoofdstad van het departement Borgou. Met 255.478 (2013) is het de grootste stad in het noorden van Benin. De gemeente heeft een oppervlakte van 441 km² en is opgedeeld in drie arrondissementen.
De stad is de zetel van het rooms-katholieke aartsbisdom Parakou.

## Economie en transport
Parakou is gelegen aan een in noord-zuidelijke richting lopende hoofdweg RNIE2 en aan het eind van de spoorwegverbinding naar Cotonou (de Benin-Niger-spoorweg), waardoor het een belangrijke marktplaats voor de regio is. Van hieruit worden goederen vervoerd van de haven van Cotonou naar het noorden van Benin tot aan de Niger. Er is ook een luchthaven in Tourou. In de stad zijn er verschillende markten, waaronder de toeristisch belangrijke markt van Arzeke. De belangrijkste industrieën zijn de productie van pindaolie en een brouwerij. Er wordt ook katoen, kapok en hout verwerkt.
In de gemeente zijn er verschillende instellingen voor hoger onderwijs, waaronder de Université de Parakou (UP). Het Centre Songhaï is een onderzoeksinstituut op het gebied van landbouw.

## Bevolking
In 2013 telde de gemeente 255.478 inwoners en had een bevolkingsdichtheid van 579 inwoners/km². De bevolking bestaat van oudsher uit Bariba, Fulbe en Nagot. Door de groei van de stad kwamen er ook groepen Fon en Betamaribé.
Opm: Bevolkingscijfers in duizendtallen
Bron: Parakou Commune in Benin; 1979-2013: volkstellingen
Bron: Institut National de la Statistique Benin; 2013: volkstelling

## Geschiedenis
De plaats zou gesticht zijn vanuit het koninkrijk Nikki door Kobourou Akpaki, een prins van de Bariba. Parakou werd de hoofdstad van het Bariba-koninkrijk Kobourou. De plaats groeide snel als eindpunt van de spoorweg Benin-Niger. In 1944 werd een eerste katholieke missiepost geopend in Parakou.

## Bezienswaardigheden
- Markt van Arzeke
- Etnografisch openluchtmuseum
- Klooster Étoile Notre-Dame
- Festival Artistique et Culturel Kobourou (FACK)

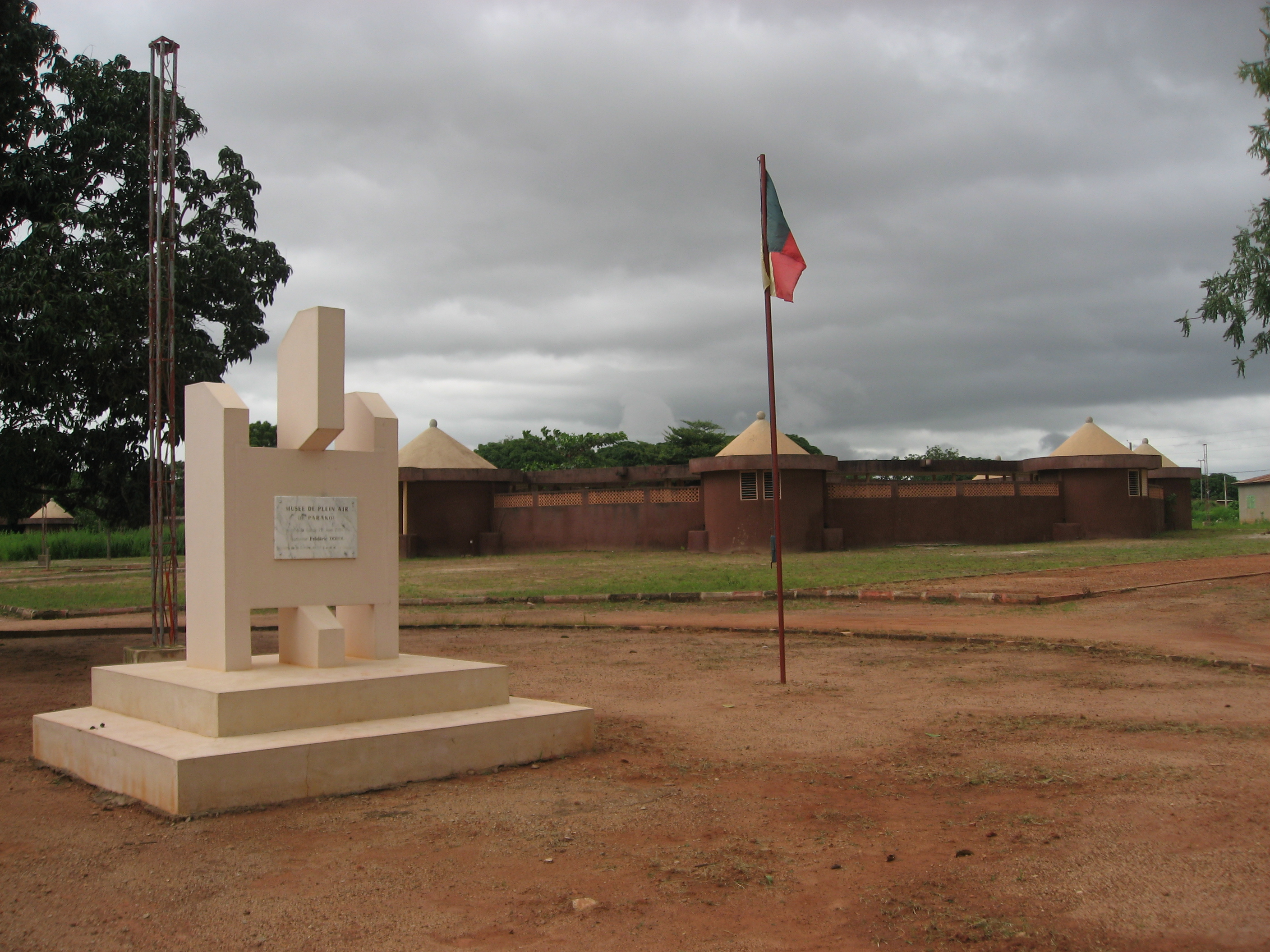
Etnografisch museum
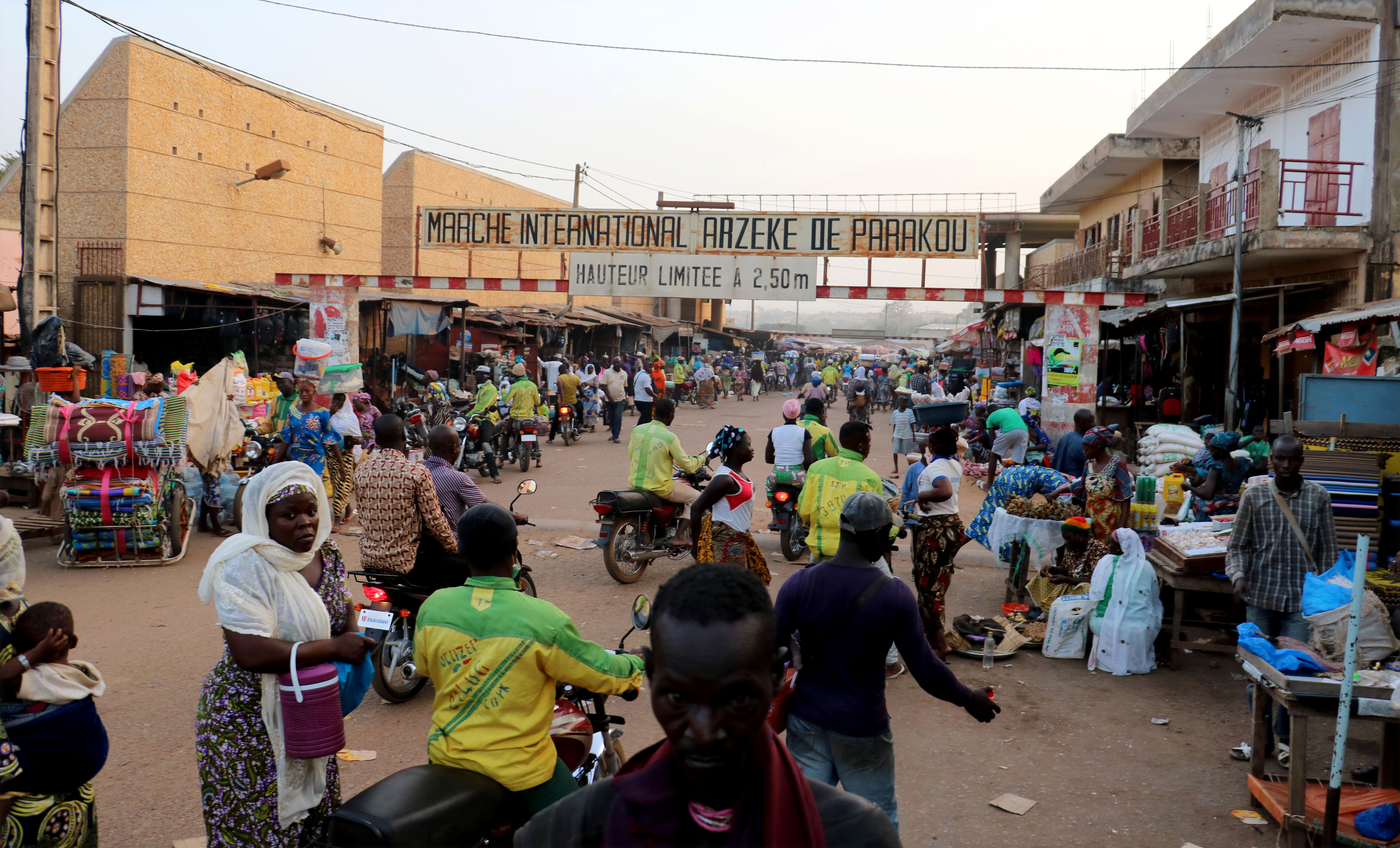
Markt van Arzeke
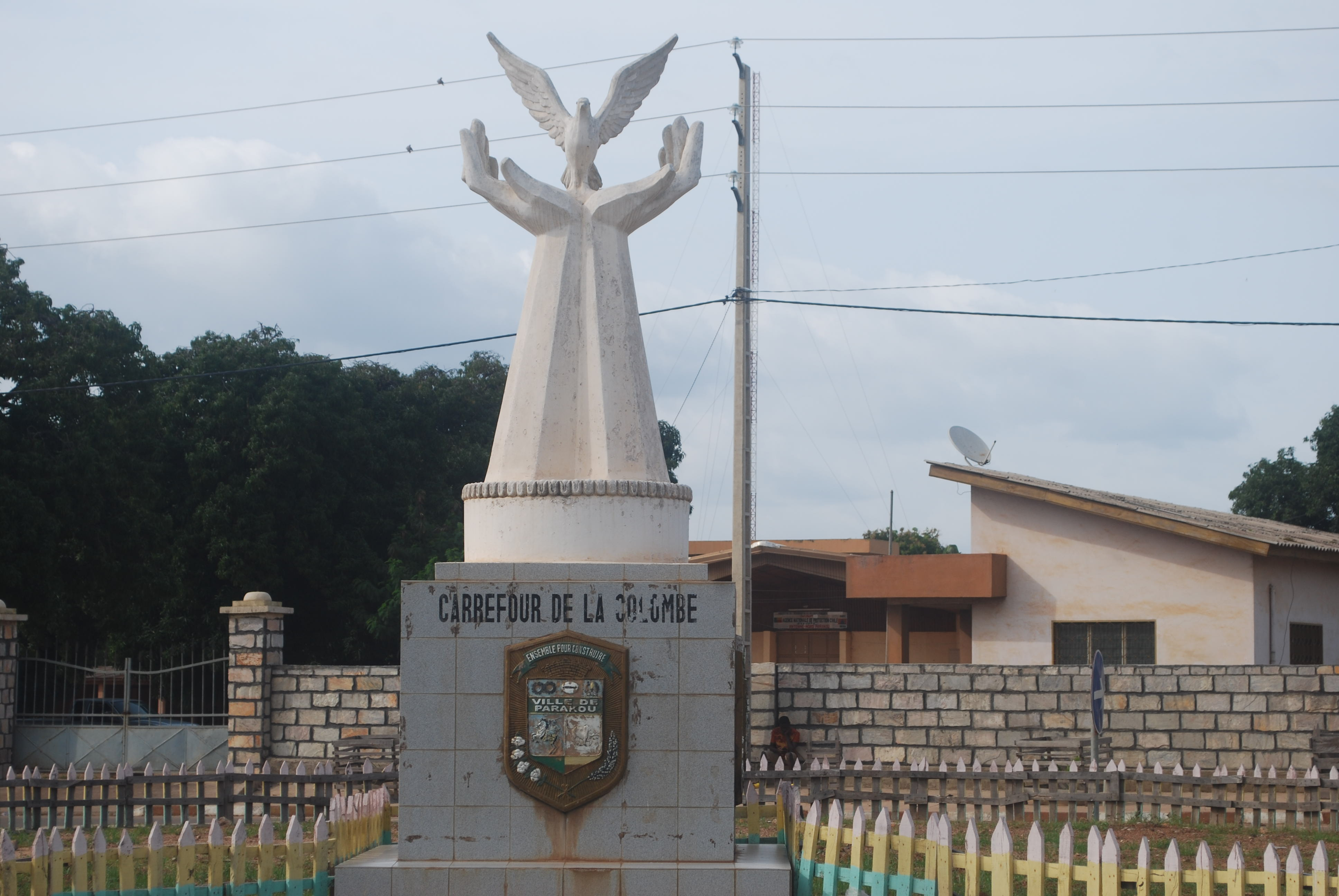
Carrefour de la Colombe
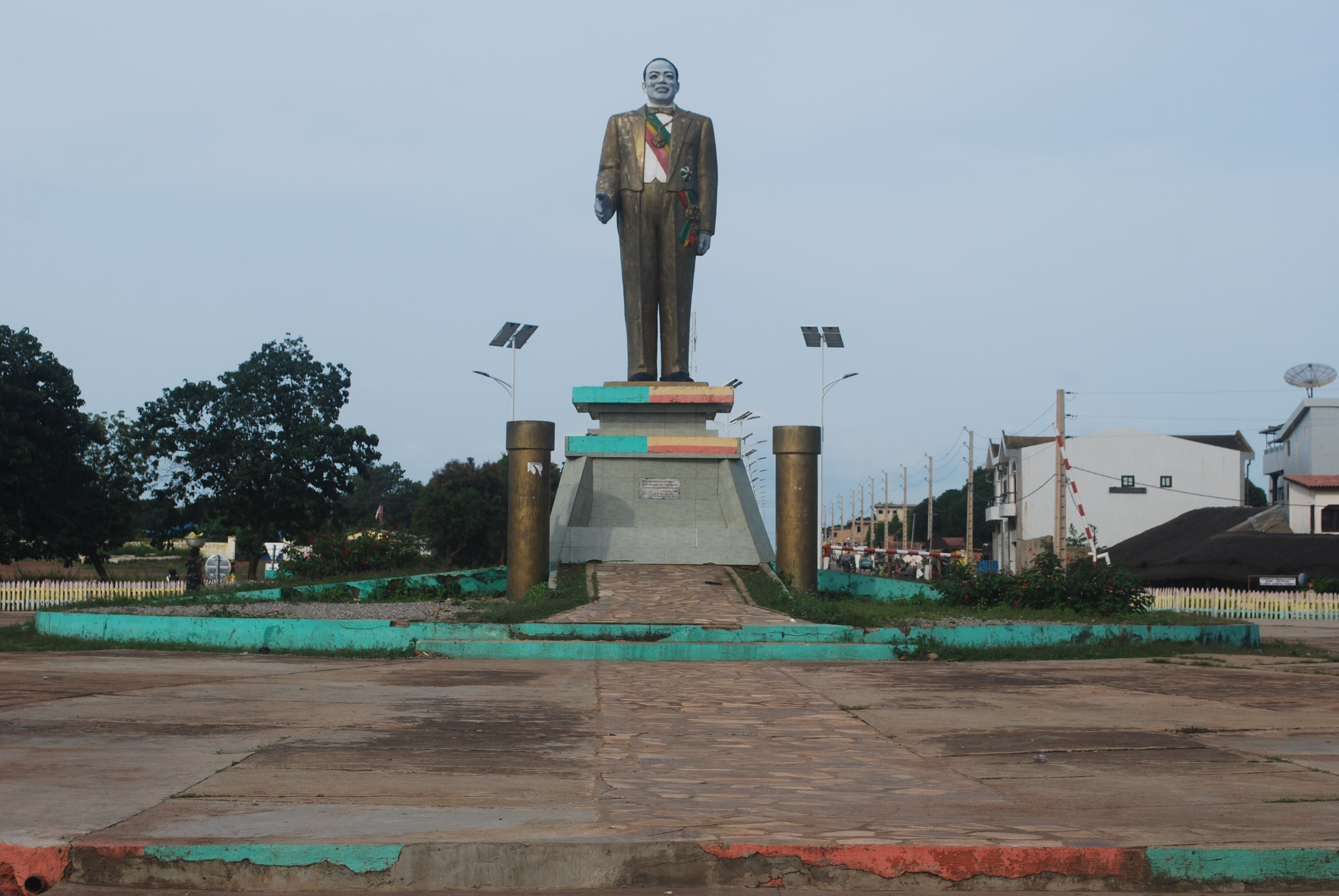
Place Hubert Maga
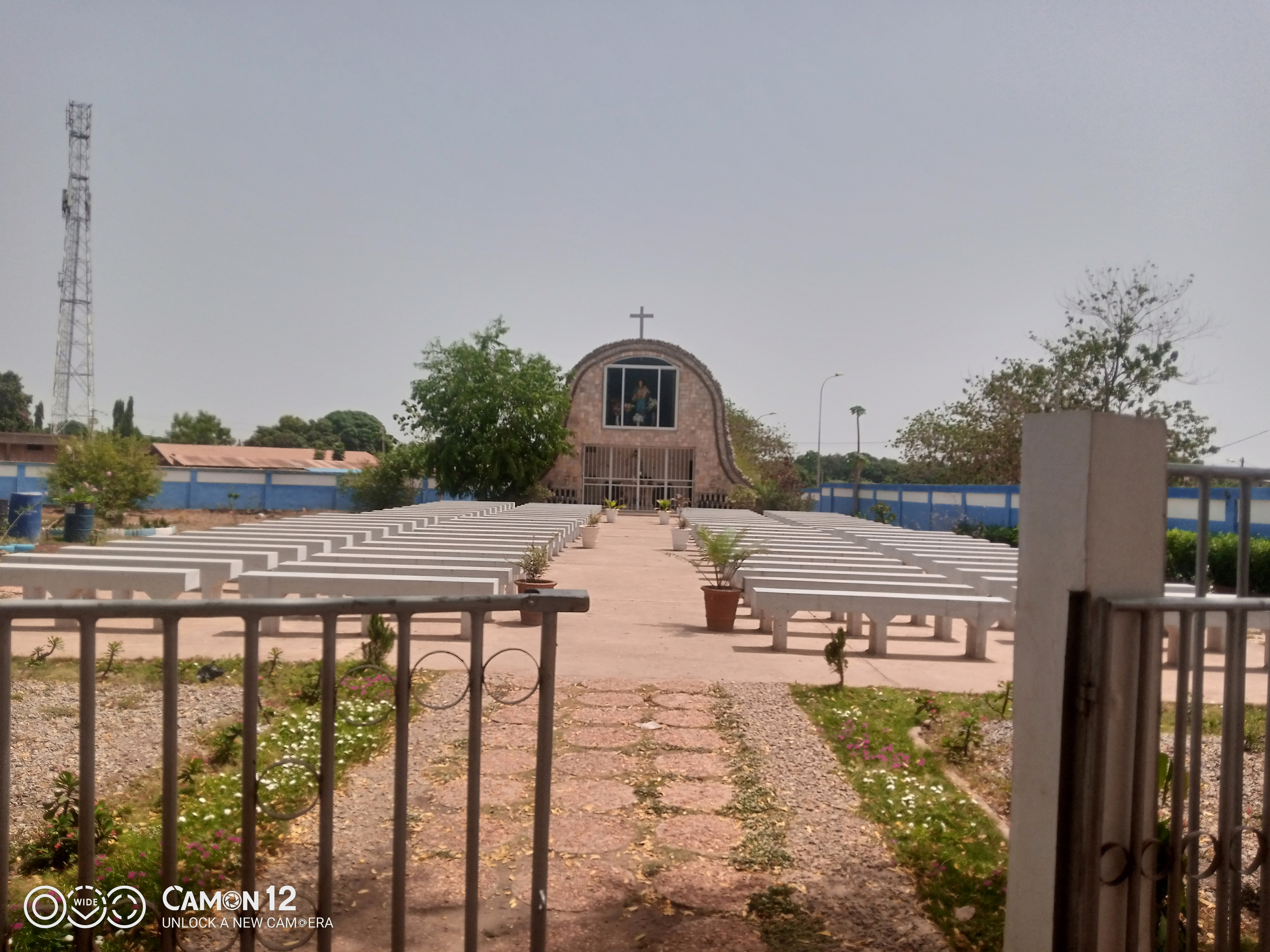
Katholieke kathedraal Saints-Pierre-et-Paul

## Klimaat
Het regenseizoen valt in de zomermaanden. De gemiddelde jaarlijkse neerslag bedraagt 1023 mm. De gemiddelde temperatuur schommelt tussen 26 en 28° C.

## Stedenbanden
- Orléans (Frankrijk)

## Geboren
- Hubert Maga (1916-2000), president van Benin
- Steve Mounié (1994), voetballer

- Gemeinsame Normdatei: 1069635197
- Library of Congress Control Number: n84195688
- Nationale Bibliotheek van Israël: 987007557665205171
- Virtual International Authority File: 158330389